# 응우옌흐우짜인
응우옌흐우짜인(베트남어: Nguyễn Hữu Chánh, 1952년 10월 1일 ~ 2018년 9월 8일)은 미국 로스앤젤레스 에 거주하는 베트남 시민권자 신분의 미국 영구거주권자로 베트남에 대한 반체제 활동을 활발히 해오고 있는 인물이다.

## 베트남에서의 반공 활동
1952년 베트남 빈딘성에서 태어난 응우옌은 1975년 남베트남 정부가 패망하고 공산화하기 전까지 고국에서 건축회사를 운영했다. 그는 공산화 직후 특공대를 조직해 공산정권에 대항해 무력 투쟁에 나섬으로써 반체제 활동을 시작했다. 베트남의 체포를 피해 1982년 미국으로 탈출한 후에도 반 베트남 정부 활동을 이어갔다.

## 자유 베트남 정부 결성
응우옌은 1995년 동료 10여 명과 함께 베트남 정치질서에 반대하는 조직을 연합, 미국에서 일종의 망명 정부인 자유 베트남 정부를 결성했다.
이 조직의 목표는 베트남 지역에 있는 공산정권 타도와 시장경제 제도 및 자유 선거를 근간으로 하는 자유민주주의 정부 수립이다. 2003년까지 자유 베트남 정부에서 국무장관과 총리를 역임하는 등 베트남의 민주화를 위해 힘쓰고 있다. 2005년 1월 2일 응우옌카인이 자유 베트남 정부의 새 총리로 선출되자 사임했다.
베트남 정부는 응우옌을 2000년 5월 호찌민 시 폭탄테러 미수사건과 2001년 6월 타이 주재 베트남 대사관 폭탄테러 미수사건 등의 배후 조종자로 지목해 체제 전복을 기도하는 반체제 인사 1순위로 분류해 왔다.

## 대한민국과의 관계
응우옌은 베트남 정부의 수배를 받아오던 중 2006년 4월 사업차 대한민국 을 방문했다가 베트남 정부의 범죄인 인도 요청을 통해 대한민국 경찰에 체포되어 서울구치소에 수감됐다. 이에 서울고등법원 형사10부(구욱서 부장판사)에서 베트남 정부로의 송환 여부를 검토하였고, 이 과정에서 베트남 공안국의 수사 책임자가 서울로 출장와서 직접 법정에 나와 증인 자격으로 재판에 참석하는 등, 한국 사법 사상 초유의 상황이 빚어졌다. 한편으로 미국 캘리포니아 에 있는 베트남 이민촌인 리틀 사이공 에서는 그의 석방을 요구하는 옛 남베트남 출신 인사들의 가두 시위가 있었다.
최종적으로 서울고등법원은 2006년 7월 27일 응우옌흐우짜인에 대한 인도심사 청구사건 심리를 열어 그를 베트남 정부에 인도할 수 없다는 판결을 내렸다. 우선 그가 저지른 범죄 자체가 전부 공모 단계에서 적발되었기 때문에 실제 인명피해가 없었고, 또한 베트남 공안국에서 제시한 증거 일부가 상당 부분 사실과 다르다는 점을 들었다. 또한 그의 범죄사실 성격 자체와, 그가 만든 망명 정부인 자유민주주의 베트남 정부 의 성립 배경 등을 고려할 때 이는 정치적 범죄이므로 인도거절 사유에 해당해 인도를 허용하지 않는다고 판결하였다.
동시에 베트남은 폭탄테러 행위의 억제를 위한 국제협약에 가입돼 있지 않았고, 또한 유엔 안보리 결의 역시 구체적인 범죄인 인도 의무를 부과하는 협정이 아니라는 점을 판시하여 인도 불허를 결정하였다. 이 판결에 대해서는 항소할 수 없기 때문에 응우옌흐우짜인은 즉시 서울구치소에서 석방되었으며, 그는 석방 직후 흥분된 어조로 "나는 한국 사법부의 정당한 판결을 믿었고 그것은 현실이었다. 한국은 민주주의와 인권이 살아있는 나라이다."라며 감사를 표한 뒤 2,3일간 대한민국에 머물다 미국으로 출국했다. 2018년 9월 8일 지병으로 미국 워싱턴 오로라 하이랜즈 자택에서 숨졌다.